# Yuba
 Ikke at forveksle med Yuba County.
Yuba (湯葉) er en proteinrig japansk specialitet.
Den laves ved at opvarmet sojadrik i firkantede kar bliver til et skind, der forsigtigt tages op, ophænges på tynde stokke og tørres. Når de er tørre, bliver de firkantede skindblade foldet eller rullet til stave. Ved spisningen bliver bladene fugtet med en klud, mens stavene bliver lagt i blød i vand.
Yuba har en creme, nøddeagtig smag og fungerer som erstatning for kød. Yuba bruges også til at indhylle andet mad, der derefter kan bage, koges eller frituresteges. De friturestegte yuba-stave minder med deres brune ådring om bambustræ, og kaldes da også sådan.